# Гарсия, Эл Эрнест
Аллан Гарсия (англ. Allan Ernest Garcia; 11 марта 1887, Сан-Франциско, Калифорния — 4 сентября 1938, Лос-Анджелес, Калифорния) — американский актёр эпохи немого кино.
В период с 1911 по 1938 год снялся более чем в 120 фильмах. Наиболее известен своими ролями в фильмах Чарли Чаплина «Золотая лихорадка» (1925), «Цирк» (1928), «Огни большого города» (1931) и «Новые времена» (1936). Также работал как прокатный продюсер Чарли Чаплина.

## Избранная фильмография
- 1921 — Праздный класс — полицейский в парке / гость
- 1922 — День получки — полицейский / рабочий
- 1925 — Золотая лихорадка — золотоискатель
- 1928 — Цирк — владелец цирка
- 1931 — Огни большого города — дворецкий Джеймс
- 1936 — Новые времена — президент корпорации «Электро Стил»